# Bataille de Noukouma
Fondation de l'empire peul du Macina
La bataille de Noukouma est livrée le 18 mars 1818 au Macina au Mali, pendant la rébellion de Sékou Amadou, un marabout peul, contre les autorités animistes de la région. Elle oppose les partisans de Sékou Amadou, à l'armée des ardos (chefs) peuls animistes du Macina, vassaux des souverains de Ségou. Les animistes subissent une défaite décisive et à la suite de cette bataille Sékou Amadou proclame le Djihad contre Ségou dont le succès lui permet de créer au Macina un État théocratique musulman appelé Dina ou Diina.

## Sources
- Geneviève Désiré-Vuillemin, Histoire de la Mauritanie, éditions Karthala, Paris, 2003